# Йонас Гектор
Йонас Гектор (нім. Jonas Hector, нар. 27 травня 1990, Саарбрюкен) — колишній німецький футболіст, захисник.

## Клубна кар'єра
Народився 27 травня 1990 року в місті Саарбрюкен. Вихованець футбольної школи клубу «Ауерсмахер».
У дорослому футболі дебютував 2009 року виступами за команду клубу «Ауерсмахер», в якій провів один сезон, взявши участь у 34 матчах чемпіонату.
Своєю грою за цю команду привернув увагу представників тренерського штабу клубу «Кельн», до складу якого приєднався 2010 року. Наступні два сезони своєї ігрової кар'єри відіграв за команду дублерів кельнського клубу. Граючи у складі другої команди «Кельна», здебільшого виходив на поле в основному складі.
До складу головної команди «Кельна» почав залучатися 2012 року. 2014 року вже в статусі основного оборонця «Кельна» допоміг команді повернутися до Бундесліги. В сезоні 2015/16 провів свій сотий матч за кельнський клуб у національному чемпіонаті.

## Виступи за збірну
Наприкінці 2014 році дебютував в офіційних матчах у складі національної збірної Німеччини.
За півтора року був основним гравцем захисту «бундестім» на чемпіонаті Європи 2016 у Франції, де повністю провів на полі усі матчі команди включно з програним господарям турніру півфіналом. Його гол у серії післяматчевих пенальті вирішив долю принципового матчу Німеччина — Італія чвертьфіналу турніру (остаточний рахунок 1:1, пен. 6:5) і вивів його команду до півфіналу.
4 червня 2018 року був включений до заявки національної команди для участі у тогорічному чемпіонаті світу в Росії.
| Дата       | Місто                   | Господарі         | Результат               | Гості             | Турнір                               | Голи | Примітки |
| ---------- | ----------------------- | ----------------- | ----------------------- | ----------------- | ------------------------------------ | ---- | -------- |
| 14-11-2014 | Нюрнберг                | Німеччина         | 4 – 0                   | Гібралтар         | Відбір до ЧЄ 2016                    | -    | 72'      |
| 25-3-2015  | Кайзерслаутерн          | Німеччина         | 2 – 2                   | Австралія         | товариський матч                     | -    |          |
| 29-3-2015  | Тбілісі                 | Грузія            | 0 – 2                   | Німеччина         | Відбір до ЧЄ 2016                    | -    |          |
| 10-6-2015  | Кельн                   | Німеччина         | 1 – 2                   | США               | товариський матч                     | -    |          |
| 13-6-2015  | Фару                    | Гібралтар         | 0 – 7                   | Німеччина         | Відбір до ЧЄ 2016                    | -    |          |
| 4-9-2015   | Франкфурт-на-Майні      | Німеччина         | 3 – 1                   | Польща            | Відбір до ЧЄ 2016                    | -    |          |
| 7-9-2015   | Глазго                  | Шотландія         | 2 – 3                   | Німеччина         | Відбір до ЧЄ 2016                    | -    |          |
| 8-10-2015  | Дублін                  | Ірландія          | 1 – 0                   | Німеччина         | Відбір до ЧЄ 2016                    | -    |          |
| 11-10-2015 | Лейпциг                 | Німеччина         | 2 – 1                   | Грузія            | Відбір до ЧЄ 2016                    | -    |          |
| 13-11-2015 | Сен-Дені                | Франція           | 2 – 0                   | Німеччина         | товариський матч                     | -    | 34'      |
| 26-3-2016  | Берлін                  | Німеччина         | 2 – 3                   | Англія            | товариський матч                     | -    |          |
| 29-3-2016  | Мюнхен                  | Німеччина         | 4 – 1                   | Італія            | товариський матч                     | 1    | 85'      |
| 29-5-2016  | Аугсбург                | Німеччина         | 1 – 3                   | Словаччина        | товариський матч                     | -    |          |
| 4-6-2016   | Гельзенкірхен           | Німеччина         | 2 – 0                   | Угорщина          | товариський матч                     | -    | 46'      |
| 12-6-2016  | Лілль                   | Німеччина         | 2 – 0                   | Україна           | ЧЄ 2016 - 1-й етап                   | -    |          |
| 16-6-2016  | Сен-Дені                | Німеччина         | 0 – 0                   | Польща            | ЧЄ 2016 - 1-й етап                   | -    |          |
| 21-6-2016  | Париж                   | Північна Ірландія | 0 – 1                   | Німеччина         | ЧЄ 2016 - 1-й етап                   | -    |          |
| 26-6-2016  | Лілль                   | Німеччина         | 3 – 0                   | Словаччина        | ЧЄ 2016 - 1/8 фіналу                 | -    |          |
| 2-7-2016   | Бордо                   | Німеччина         | 1 – 1 д.ч. (6 - 5 п.п.) | Італія            | ЧЄ 2016 - чвертьфінал                | -    |          |
| 7-7-2016   | Марсель                 | Німеччина         | 0 – 2                   | Франція           | ЧЄ 2016 - півфінал                   | -    |          |
| 31-8-2016  | Менхенгладбах           | Німеччина         | 2 – 0                   | Фінляндія         | товариський матч                     | -    | 63'      |
| 4-9-2016   | Осло                    | Норвегія          | 0 – 3                   | Німеччина         | Відбір до ЧС 2018                    | -    |          |
| 8-10-2016  | Гамбург                 | Німеччина         | 3 – 0                   | Чехія             | Відбір до ЧС 2018                    | -    | 68'      |
| 11-10-2016 | Ганновер                | Німеччина         | 2 – 0                   | Північна Ірландія | Відбір до ЧС 2018                    | -    | 81'      |
| 11-11-2016 | Серравалле              | Сан-Марино        | 0 – 8                   | Німеччина         | Відбір до ЧС 2018                    | 2    |          |
| 22-3-2017  | Дортмунд                | Німеччина         | 1 – 0                   | Англія            | товариський матч                     | -    |          |
| 26-3-2017  | Баку                    | Азербайджан       | 1 – 4                   | Німеччина         | Відбір до ЧС 2018                    | -    |          |
| 6-6-2017   | Брондбю                 | Данія             | 1 – 1                   | Німеччина         | товариський матч                     | -    | 89'      |
| 10-6-2017  | Нюрнберг                | Німеччина         | 7 – 0                   | Сан-Марино        | Відбір до ЧС 2018                    | -    | 56'      |
| 19-6-2017  | Сочі                    | Австралія         | 2 – 3                   | Німеччина         | Кубок Конфедерацій                   | -    |          |
| 22-6-2017  | Казань                  | Німеччина         | 1 – 1                   | Чилі              | Кубок Конфедерацій                   | -    |          |
| 29-6-2017  | Сочі                    | Німеччина         | 4 – 1                   | Мексика           | Кубок Конфедерацій                   | -    |          |
| 2-7-2017   | Санкт-Петербург         | Чилі              | 0 – 1                   | Німеччина         | Кубок Конфедерацій                   | -    |          |
| 1-9-2017   | Прага                   | Чехія             | 1 – 2                   | Німеччина         | Відбір до ЧС 2018                    | -    |          |
| 4-9-2017   | Штутгарт                | Німеччина         | 6 – 0                   | Норвегія          | Відбір до ЧС 2018                    | -    |          |
| 23-3-2018  | Дюссельдорф             | Німеччина         | 1 – 1                   | Іспанія           | товариський матч                     | -    |          |
| 2-6-2018   | Клагенфурт-ам-Вертерзеє | Австрія           | 2 – 1                   | Німеччина         | товариський матч                     | -    |          |
| 8-6-2018   | Леверкузен              | Німеччина         | 2 – 1                   | Саудівська Аравія | товариський матч                     | -    |          |
| 23-6-2018  | Сочі                    | Німеччина         | 2 – 1                   | Швеція            | ЧС 2018 - 1-й етап                   | -    | 87'      |
| 27-6-2018  | Казань                  | Південна Корея    | 2 – 0                   | Німеччина         | ЧС 2018 - 1-й етап                   | -    | 78'      |
| 13-10-2018 | Амстердам               | Нідерланди        | 3 – 0                   | Німеччина         | Ліга націй УЄФА 2018—2019 - 1-й етап | -    |          |
| 15-11-2018 | Лейпциг                 | Німеччина         | 3 – 0                   | Росія             | товариський матч                     | -    | 70'      |
| 19-11-2019 | Франкфурт-на-Майні      | Німеччина         | 6 – 1                   | Північна Ірландія | Відбір до ЧЄ 2020                    | -    |          |
| Усього     |                         | Матчів            | 43                      |                   | Голів                                | 3    |          |

## Досягнення
Збірна Німеччини
- Володар Кубка конфедерацій: 2017